# نهر لوج
نهر لوج هو نهر يقع في جنوب غرب فرنسا، ويبلغ طوله حوالي 100 كيلومتر (62.1 ميل). يُعد أحد الروافد اليسرى لنهر غارون. ينبع النهر من مقاطعة البرينيه العليا، بالقرب من بلدة لانميزان، ويتجه عمومًا نحو الشمال الشرقي.
يمر نهر لوج عبر عدد من المقاطعات والبلدات، من بينها:
- في مقاطعة البرينيه العليا؛
- في مقاطعة غارون العليا، حيث يعبر بلدات لو فوسريت، بيسيز، لافيرنوز-لاكاس، وموريه.

يصب النهر في نهر غارون عند بلدة موريه.